# Stadion Bazaly
Stadion Bazaly – stadion piłkarski w Ostrawie (w śląskiej części tego miasta). Do zakończenia sezonu 2014/15 domowy obiekt Baníka Ostrawa. Od 2019 r. pełni funkcję akademii regionalnej FAČR w kraju morawsko-śląskim oraz ośrodka treningowego Baníka Ostrawa. Jego nazwa pochodzi od wydobywanego w tym miejscu bazaltu.

## Historia
Stadion zainaugurowano 19 kwietnia 1959 - przegranym 2:3 - spotkaniem przeciwko FK Ústí nad Labem. Wcześniej piłkarze Baníka występowali na stadionie Stará střelnice.